# Red Silent Tides
Red Silent Tides è il sesto album in studio del gruppo musicale folk/power metal italiano Elvenking, pubblicato nel 2010 dalla AFM Records. Il disco è stato registrato presso lo Studio Piranha in Karsdolf, in Germania, con il produttore Dennis Ward (Angra, Pink Cream 69, Primal Fear). La copertina dell'album è stata creata da Samuel Araya (Cradle of Filth).
Il primo singolo estratto è The Cabal, pubblicato online alcuni mesi prima dell'uscita dell'album.
Del disco esistono anche la versione in vinile e l'edizione speciale digipack, nella quale sono aggiunti i brani presenti nel primo demo del gruppo, To Oak Woods Bestowed.

## Tracce
1. Dawnmelting
2. The Last Hour
3. Silence de mort
4. The Cabal
5. Runereader
6. Possession
7. Your Heroes are Dead
8. Those Days
9. This Nightmare Will Never End
10. What's Left of Me
11. The Play of the Leaves

### Bonus digipack
1. To Oak Woods Bestowed (bonus track)
2. White Willow (bonus track)
3. Banquet of Bards (bonus track)
4. Oakenshield (bonus track)
5. Under the Tree of US'Dum (bonus track)